# Michail Arcybašev
Michail Petrovič Arcybašev (in russo Михаил Петрович Арцыбашев?; Charkiv, 5 novembre 1878 – Varsavia, 2 marzo 1927) è stato uno scrittore russo.

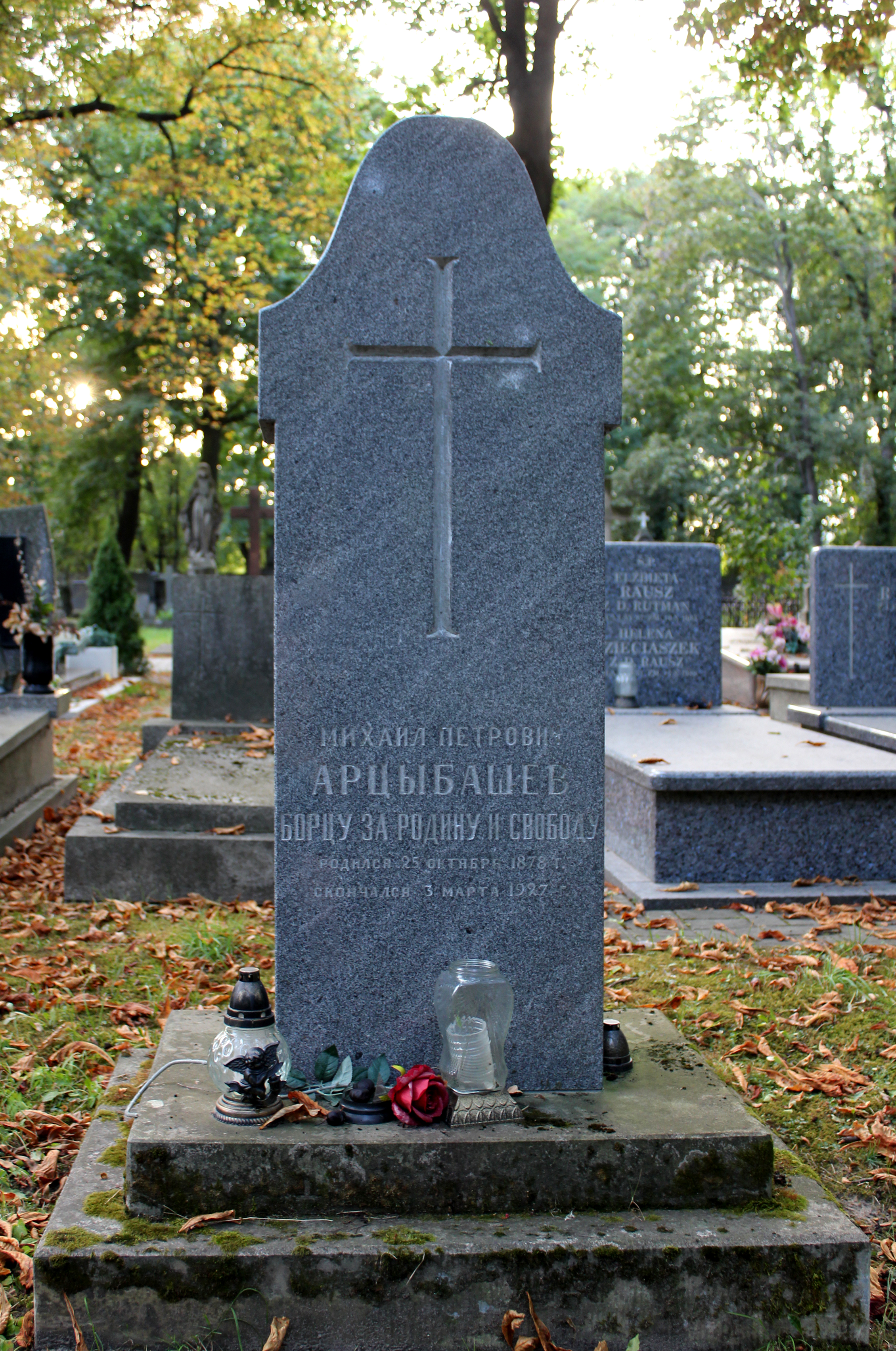
La tomba di Michail Arcybašev nel Cimitero Ortodosso di Varsavia, anno 2023

L'autore si contraddistinse all'epoca per il contenuto pessimistico, violento ed erotico delle sue opere.
Arcybašev iniziò a pubblicare racconti a partire dal 1895, ma fu solamente a partire dal 1903-04 che raggiunse una certa fama. La sua opera più famosa è senza dubbio Sanin, iniziata nel 1901. Pubblicata a puntate dal 1907, venne pubblicata in forma completa l'anno successivo. In questo romanzo l'antieroe Sanin è caratterizzato da uno stile di vita egoistico e di cinico edonismo, in risposta ai problemi della società che lo circonda. In generale i personaggi principali ideati da Arcybašev sono accomunati dalla negazione di tutto, con l'eccezione di quelli che l'autore chiama le realtà primitive, ovvero il sesso e la morte. I critici più conservatori condannarono l'opera per la sua immoralità mentre i critici più progressisti la ritennero di scarso valore letterario; ciononostante il romanzo godè di ampia popolarità all'epoca.
Il resto dei lavori di Arcybašev, tra i quali figura U posledney cherty (pubblicata a puntate tra il 1910–12), non ebbero il medesimo successo goduto da Sanin. Dopo il 1917 lo scrittore visse a Mosca, rimanendo tuttavia isolato dai circoli letterari. Nel 1923 immigrò in Polonia, ottenendone la cittadinanza. Artsybashev divenne una delle figure più prominenti del giornale varsaviano di lingua russa Za Svobodu!, sul quale pubblicò articoli anti-bolscevichi, in seguito raccolti in Zapiski pisatelya, 2 vol. (1925–27).